# Neochera heliconides
Neochera heliconides är en fjärilsart som beskrevs av Pieter Cornelius Tobias Snellen 1888. Neochera heliconides ingår i släktet Neochera och familjen nattflyn. Inga underarter finns listade i Catalogue of Life.